# Bornes de Saint-Rémi
Les bornes de Saint-Rémi sont des bornes situées à Chilly et Tremblois-lès-Rocroi, en France.

## Description
Ces monolithes sont en calcaire blanc/gris, avec une face saillante, qui a sans doute porté des armoiries

## Localisation
Les bornes sont situées sur les communes de Chilly et Tremblois-lès-Rocroi, dans le département français des Ardennes.

## Historique
Ces bornes datent du Moyen Âge et délimitaient probablement la baronnie des Potées.
Elles sont classées au titre des monuments historiques en 1931,.

## Photographie complémentaire

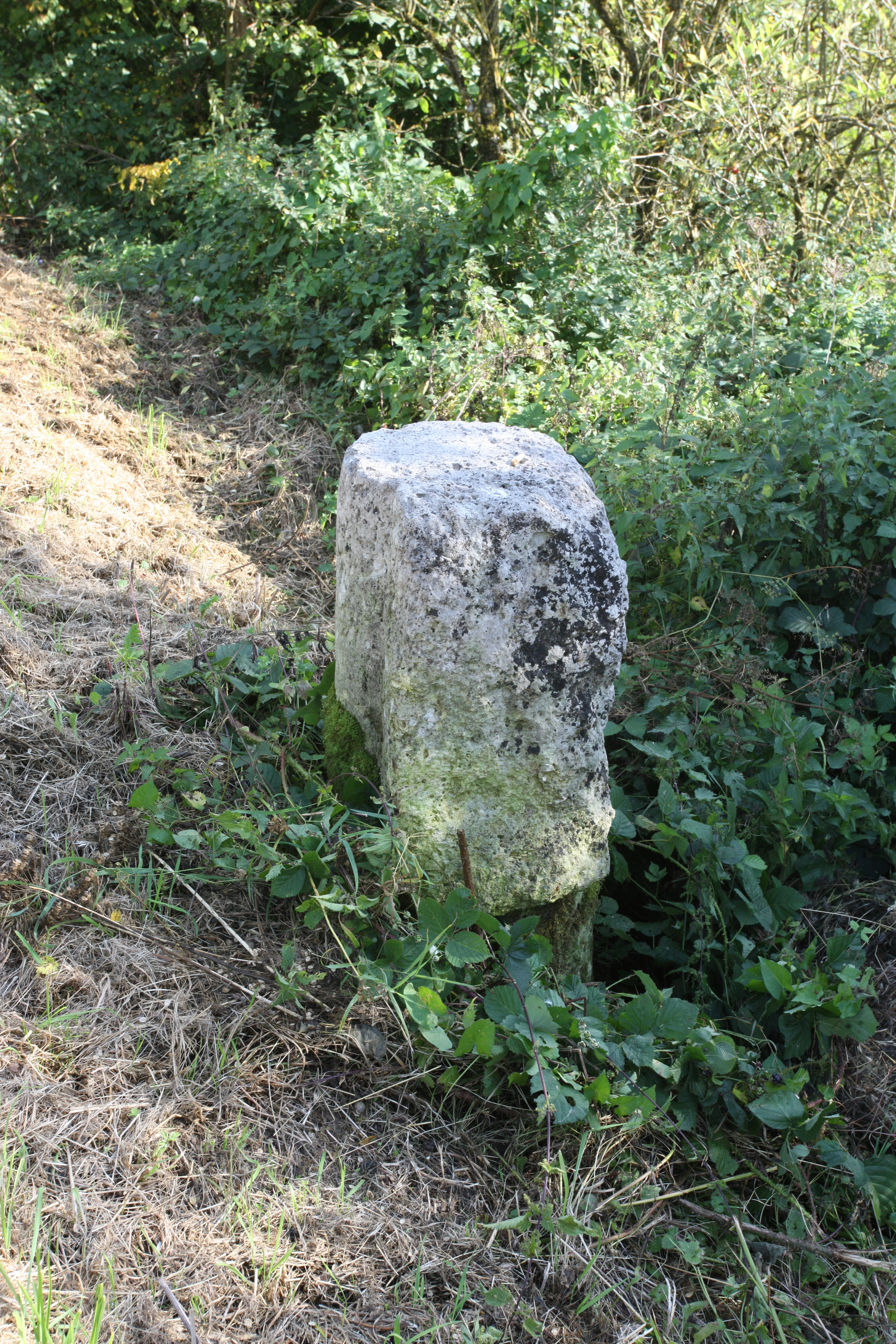
Exemplaire de Chilly